# Південно-Китайський карст
Південно-Китайський карст (кит.: 中国南方喀斯特, піньінь: Zhōngguó Nánfāng Kāsītè) — система карствих зон і ландшафтів в китайських провінціях Юньнань, Гуйчжоу та Гуансі-Чжуанському автономному районі. Координати 29°34′21″ пн. ш. 115°58′24″ сх. д. / 29.57250° пн. ш. 115.97333° сх. д.. У 2007 році включено до Всесвітньої спадщини ЮНЕСКО. Інколи неофіційно називається — Карстові відкладення Південного Китаю.

## Опис
Загальна площа охоплює 176,228 га. Об'єкт є єдиним ансамблем, що складається з низки прилеглих один до одного карстових масивів у південній частині КНР.
Карстові масиви у південному Китаї вирізняються такими особливостями, як велика площа, ландшафтне різноманіття, типовість, біологічне та екологічне багатство. Вони складаються з мечеподібних скель, колоноподібної групи і групи у формі пагод Кам'яного лісу провінції Юньнань (Шилінь), загострених карстів Фенлінь і Лібо в провінції Гуйчжоу, трьох карстових систем Улун біля міста Чунцин — природних мостів, ущелин і групи заглиблень, разом вони утворюють тривимірні карстові відкладення.
Шилінь в провінції Юньнань славиться своїми величними, химерними, небезпечними, прекрасними, таємничими, потаємними і величезними вершинами, які називали першим у Піднебесній дивним дивом природи, а також «найкращими карстом у світі». Карстовий район Лібо в Гуйчжоу відомий як місце концентрації національних меншин, зокрема народностей буї, шуй, мяо і яо, свого часу був названий «одним з найкрасивіших місць Китаю», а також «одним з десяти найчудовіших лісів Китаю». Улун являє собою велетенські воронки, утворені природою мости і печери.
Ці місця вирізняються великою біологічною різноманітністю, у великій кількості присутні рідкісні, вимираючі і характерні саме для цієї місцевості види рослин і тварин.

## Історія
Час їх утворення, на думку дослідників коливається від 500000 до 300 млн років. Розвитку карсту на цій території сприяла низка факторів: гумідний клімат з його перезволоженням; наявність карбонатних порід, похила поверхня. У результаті тривалої й складної біологічної еволюції в цьому регіоні сформувалися унікальні за своєю різноманітністю карстові утворення, зокрема вежевий карст (Фенлінь), гостроскельний карст (Шилінь) і конічний карст (Фенкун), так само як незвичайні карстові феномени як Тянькен (велетенський карстовий колодязь, наприклад, Тянкен Сяочжай) і Діфен (найглибша карстова тріщина).
У 2007 році комітет Всесвітньої спадщини ЮНЕСКО в ході 31-ї сесії ухвалив рішення внести Кам'яний ліс-Шилінь у провінції Юньнань, карст Лібо в провінції Гуйчжоу і карстовий район Улун у місті Чунцин під загальною назвою «Південно-Китайський карст» до списку об'єктів світової природної спадщини. У 2014 році до них додано карсти Ґуйлінь, Шибін, Цзіньфушань, Хуаньцзян.
Є одним з улюблених місць туристичного відпочинку.